# Polygonum huananense
Polygonum huananense là một loài thực vật có hoa trong họ Rau răm. Loài này được A.J. Li miêu tả khoa học đầu tiên năm 1995.